# Australasie aux Jeux olympiques
Australasie est le nom donné à l'équipe regroupant les athlètes australiens et néo-zélandais lors des Jeux olympiques d'été de 1908 et 1912. Après la Première Guerre mondiale et la reprise des Jeux olympiques en 1920 à Anvers, les deux pays décidèrent d'envoyer leur propre équipe.
En deux jeux olympiques, l'Australasie a remporté 12 médailles, principalement en natation (8/12). Un seul néo-zélandais remporta une médaille en 1908 : il s'agit de Harry Kerr en athlétisme (le bronze au 3500 m marche). Deux néo-zélandais remportèrent une médaille en 1912 : Malcolm Champion en natation et Tony Wilding en tennis. Tous les autres médaillés sont Australiens.

## Liste des médaillés
| Médaille                            | Nom                                                          | Jeux olympiques | Sport      | Discipline                    |
| ----------------------------------- | ------------------------------------------------------------ | --------------- | ---------- | ----------------------------- |
| Médaille d'or, Jeux olympiques      | équipe d'Australasie de rugby à XV                           | Londres 1908    | Rugby à XV | Tournoi masculin              |
| Médaille d'argent, Jeux olympiques  | Reginald Baker                                               | Londres 1908    | Boxe       | Poids moyens, 63.5 - 71.7 kg. |
| Médaille d'argent, Jeux olympiques  | Frank Beaurepaire                                            | Londres 1908    | Natation   | 400 m                         |
| Médaille de bronze, Jeux olympiques | Harry Kerr                                                   | Londres 1908    | Athlétisme | 3500 m marche                 |
| Médaille de bronze, Jeux olympiques | Frank Beaurepaire                                            | Londres 1908    | Natation   | 1 500 m                       |
| Médaille d'or, Jeux olympiques      | Fanny Durack                                                 | Stockholm 1912  | Natation   | 100 m féminin                 |
| Médaille d'or, Jeux olympiques      | Cecil Healy Malcolm Champion Leslie Boardman Harold Hardwick | Stockholm 1912  | Natation   | 4 × 200 m nage libre masculin |
| Médaille d'argent, Jeux olympiques  | Cecil Healy                                                  | Stockholm 1912  | Natation   | 100 m masculin                |
| Médaille d'argent, Jeux olympiques  | Mina Wylie                                                   | Stockholm 1912  | Natation   | 100 m féminin                 |
| Médaille de bronze, Jeux olympiques | Harold Hardwick                                              | Stockholm 1912  | Natation   | 1 500 m masculin              |
| Médaille de bronze, Jeux olympiques | Harold Hardwick                                              | Stockholm 1912  | Natation   | 400 m masculin                |
| Médaille de bronze, Jeux olympiques | Anthony Wilding                                              | Stockholm 1912  | Tennis     | Simple messieurs en salle     |

- Liste des joueurs de rugby à XV en 1908 : Phillip Carmichael, Charles Russell, Daniel Carroll, John Hickey, Franck Bede-Smith, Chris McKivat, Arthur McCabe, Thomas Griffen, John Barnett, Patrick McCue, Sydney Middleton, Tom Richards, Emmanuel McArthur Charles McMurtrie, Robert Craig

## Médailles par Jeux olympiques
| Jeux  | Médaille d'or, Jeux olympiques | Médaille d'argent, Jeux olympiques | Médaille de bronze, Jeux olympiques | Total |
| 1908  | 1                              | 2                                  | 2                                   | 5     |
| 1912  | 2                              | 2                                  | 3                                   | 7     |
| Total | 3                              | 4                                  | 5                                   | 12    |

## Médailles par sport
| Sport      | Médaille d'or, Jeux olympiques | Médaille d'argent, Jeux olympiques | Médaille de bronze, Jeux olympiques | Total |
| Natation   | 2                              | 3                                  | 3                                   | 8     |
| Rugby à XV | 1                              | 0                                  | 0                                   | 1     |
| Boxe       | 0                              | 1                                  | 0                                   | 1     |
| Athlétisme | 0                              | 0                                  | 1                                   | 1     |
| Tennis     | 0                              | 0                                  | 1                                   | 1     |
| Total      | 3                              | 4                                  | 5                                   | 12    |